# 지위
지위(地位)는 다음을 가리킨다.
- 사회적 지위
- 생태적 지위
- 협의 지위
- 보증인적 지위
- 지위 이론

## 같이 보기
- 목수의 존칭